# Canon van Midden-aarde
De canon van Midden-aarde is een canon van het oeuvre van de Engelse schrijver J.R.R. Tolkien (1892-1973).
Rond de werken van Tolkien is na verloop van tijd een levendige groep liefhebbers ontstaan. Deze ontwikkeling heeft ook veel discussie doen oplaaien over welke boeken nu precies gerekend moeten worden tot de standaardwerken, oftewel de canon. De wereld die Tolkien verzonnen had, Midden-aarde, was niet van de een op de andere dag gereed. Tolkien sleutelde veel aan de verschillende verhalen, waardoor er soms meerdere versies van hetzelfde verhaal ontstonden. Doordat na de dood van de auteur veel van deze versies zijn gepubliceerd, is er onder de liefhebbers weleens wat onduidelijkheid (en zelfs onenigheid) over wat nu precies canoniek is en wat niet.